# Karol Bogun
Karol Bogun – polski bokser amatorski, dwukrotny brązowy medalista mistrzostw Polski (1988, 1989) w kategorii lekkośredniej. Podczas swojej kariery amatorskiej reprezentował barwy klubu Górnik Pszów.

## Kariera amatorska
W 1984 roku zdobył brązowy medal mistrzostw Polski juniorów w kategorii lekkośredniej.  Dwa lata później został mistrzem Polski w kategorii średniej do lat 19. W finale zawodów pokonał Andrzeja Bollina.
Dwukrotnie zdobył brązowy medal mistrzostw Polski seniorów w roku 1988 oraz 1989, rywalizując w kategorii lekkośredniej.

### Inne rezultaty
- Volkstimme Tournament, Wiedeń, 1991 - II miejsce[4]
- Turniej Gazety Pomorskiej U-19, Bydgoszcz, 1985 - ćwierćfinał[5]